# Mitterberg (Gemeinde Perg)
Mitterberg wurde vor der Schaffung der offiziellen Ortschaftsbezeichnung auch Weiß-Siedlung genannt und ist eine Ortschaft in der Katastralgemeinde Pergkirchen der Stadtgemeinde Perg im Bezirk Perg in Oberösterreich.

## Lage und Beschreibung
Es handelt sich um einen in den 1970er-Jahren auf Grundstücken des Bauernhofes Weiß errichteten Ort in der Ortschaft Lehenbrunn südlich von Pasching und Forndorf sowie nördlich von Thurnhof. Nördlich und westlich der Ansiedlung fließt der Thurnhofbach.
Aus geologischer und geomorphologischer Sicht sowie unter Aspekten der Raumnutzung gehört die Siedlung zur oberösterreichischen Raumeinheit Südliche Mühlviertler Randlagen.
Ausschlaggebend für den Namen war der südwestlich der Ortschaft befindliche Standort der ehemaligen Burg Mitterberg.
Die Einwohneranzahl stieg von 146 auf 172 Personen (Volkszählungen 2001 bzw. 2011).

## Wassergenossenschaft Mitterberg
Für die Versorgung der Ortschaft mit Trinkwasser wurde 1972 die Wassergenossenschaft Mitterberg gegründet, die über rund 40 Mitglieder verfügt.
Die Genossenschaft betreibt einen Bohrbrunnen mit 25 Metern Tiefe, wobei zu diesem Zweck das Areal nördlich der Ortschaft an der Landesstraße L 1423 (Münzbacher Straße) als Wasserschutzgebiet definiert wurde. Die Genossenschaft besitzt ein 72,5 Quadratmeter großes Grundstück, auf dem sich das quadratische Pumpenhaus (Seitenlänge 4,45 Meter) befindet.
Das Leitungsnetz beträgt rund 3 Kilometer und wurde zwischen 2015 und 2017 generalsaniert. Der jährliche Wasserverbrauch bewegt sich bei rund 3.500 Kubikmeter. Seit Ende 2014 erfolgt eine elektronische Überwachung des Wasserdrucks und der Stromversorgung.
Obmänner:
- Friedrich Kastner (1972 bis 1992)
- Leopold Lampl (1992 bis 2012)
- Walter Pichler (2012 bis 2022)
- Alfred Gruber (2022 bis dato)